# Kondumal
Kondumal è una suddivisione dell'India, classificata come census town, di 11.722 abitanti, situata nel distretto di Chandrapur, nello stato federato del Maharashtra. In base al numero di abitanti la città rientra nella classe IV (da 10.000 a 19.999 persone).

## Geografia fisica
La città è situata a 20° 02' 10 N e 79° 17' 25 E.

## Società

### Evoluzione demografica
Al censimento del 2001 la popolazione di Kondumal assommava a 11.722 persone, delle quali 6.094 maschi e 5.628 femmine. I bambini di età inferiore o uguale ai sei anni assommavano a 1.515, dei quali 816 maschi e 699 femmine. Infine, coloro che erano in grado di saper almeno leggere e scrivere erano 9.817, dei quali 5.215 maschi e 4.602 femmine.